# Division Bleue (Second Empire)
Pour les articles homonymes, voir Division Bleue.

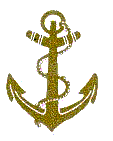
Troupes de marine

La Division Bleue est une division d’infanterie de marine créée au cours de la guerre franco-prussienne de 1870 qui réunissait, pour la première fois dans l'histoire des troupes de marine, des marsouins (quatre régiments de marche) et des bigors (un régiment d'artillerie). Son effectif est de 9 000 hommes.

## Description
Commandée par le général de Vassoigne, elle est composée de deux brigades :
- la 1re brigade, sous le commandement du général Reboul, est formée du 1er régiment d'infanterie de marine de Cherbourg et du 4e régiment d'infanterie de marine de Toulon ;
- la 2e brigade, sous le commandement du général Martin des Pallières, est formée du 2e régiment d'infanterie de marine de Brest et du 3e régiment d'infanterie de marine de Rochefort. Puis du 1er régiment d'artillerie de marine de Lorient qui fournit trois batteries.

La Division Bleue fait partie du 12e corps d’armée sous le commandement du général Lebrun qui entre le dernier dans la place de Sedan après avoir effectué une dernière tentative de percée vers Metz avec le général de Wimpffen.

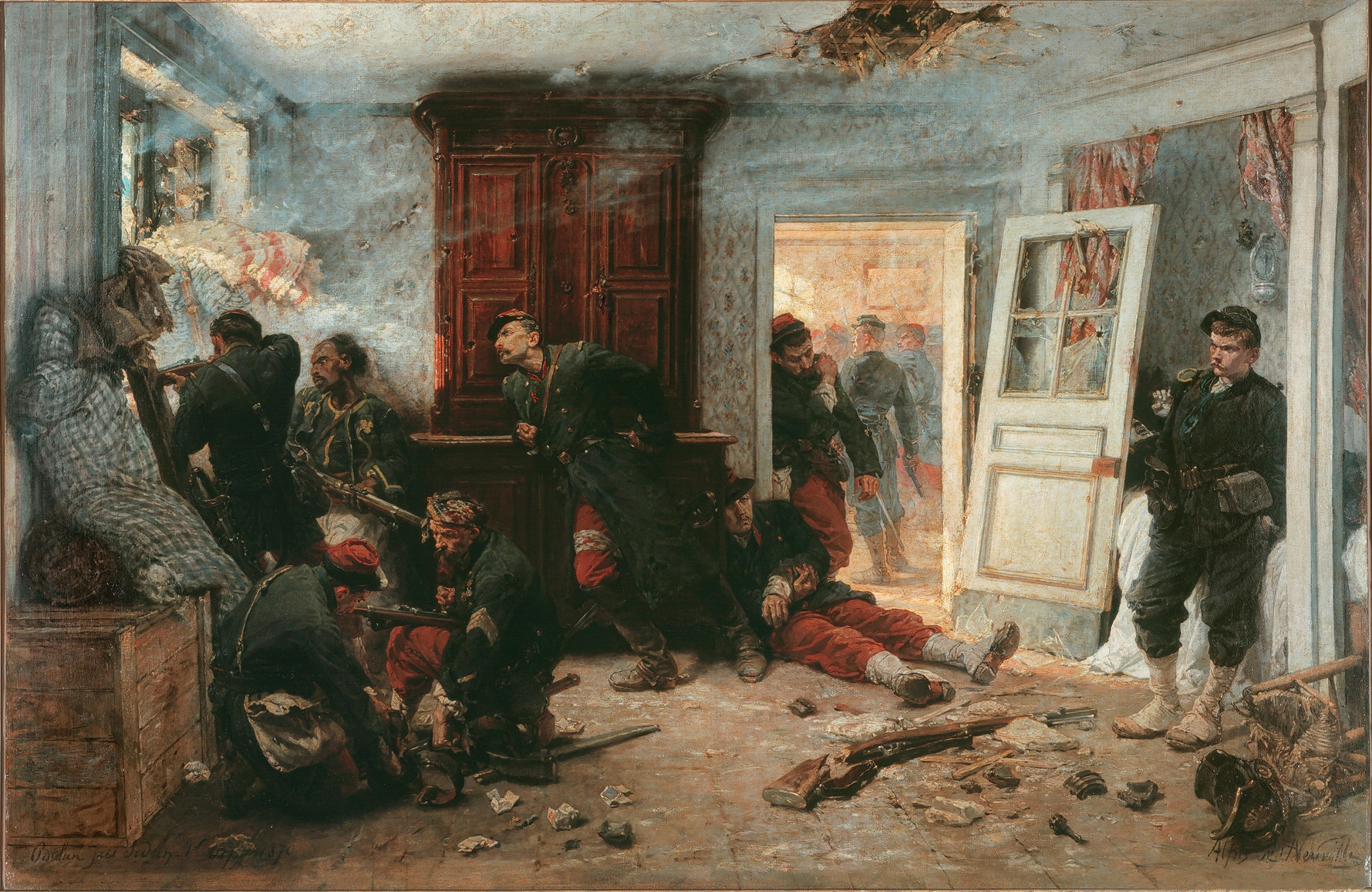
Alphonse-Marie-Adolphe de Neuville, Les Dernières Cartouches. Illustration de la bataille de Bazeilles au musée de Bazeilles.

En 1870, pour la première fois de leur histoire, marsouins des 1er, 2e, 3e, 4e régiments d'infanterie de marine et bigors du 1er régiment d'artillerie de marine, sont groupés pour prendre part à la lutte, dans la même division surnommée « Division Bleue », commandée par le général de Vassoigne. Ils écrivent une des plus notables pages de l'armée française à Bazeilles, les 31 août et 1er septembre 1870. Le 2e régiment d'artillerie de marine reçoit l'ordre de protéger la retraite du 5e corps d’armée du général de Failly.
Cet épisode héroïque a inspiré le plus célèbre tableau patriotique d'Alphonse de Neuville, intitulé Les Dernières Cartouches.
Chaque année, les troupes de marine fêtent l'anniversaire de cette grande bataille qui coûta la vie de 2 655 marsouins et bigors et à l'Allemagne celle de 4 091 Bavarois.